# Mikeás könyve
Mikeás könyve, vagy Mikeás próféta könyve az Ószövetségben található úgynevezett tizenkét kisprófétákhoz tartozó protokanonikus könyv. Tartalmát tekintve, a zsidó nép vezetői ellen való prófétálásról és a nép számára eljövendő üdvösségről szól.

## A szerző személye és kora
A hagyomány szerint a könyvet Mikeás próféta írta, amely a Mikajah(u) név rövidítése. Mikeás neve héberül: Héberül: מיכה – ’míkáh’. Neve jelentése: kicsoda hasonló Jahvéhoz? Hírneve alapján „az ítélet prófétája” névvel is szokták illetni.
Moreset-Gátból származott, mely Jeruzsálemtől mintegy 3 és fél kilométerre feküdt délnyugati irányban. Az érintett települést, a júdai dombvidéken található mai Tell el-gehudeide-val azonosítják.
A Kr. e. 8. század végén prófétált, Jótám (Kr. e. 756-741), Akház (741-725) és Ezékiás (725-697) uralkodása idejében, nagyjából Ésaiás prófétával (Ézsaiás) egyidőben.
Származását tekintve a szabad parasztoknak a csoportjához tartozhatott, akik az új gazdasági berendezkedés következtében a nyomorba süllyedtek. Hozzá hasonlóan Ámósz próféta is ebből a csoportból származott. Ámósszal több hasonlóság is van közöttük, mindketten Jeruzsálemben tevékenykedtek az adott időben és a szociális beállítódásuk is azonos volt, így a könyveik hasonlóságokat mutatnak. Ez a hasonlóság a felhasznált képeken kívül a nyelvezetben is megnyilvánul. Mikeás valószínűleg Filisztea asszír inváziója miatt ment Jeruzsálembe és hagyta el otthonát, Moreset-Gátot, ahol egyes kutatók szerint akár vezetői (nemzetségfő, vagy „vén”) pozíciót is betölthetett.
Mikeás nem nevezi magát prófétának, nem beszél elhívásról, így elzárkózik a többi foglalkozásszerűen tevékenykedő jeruzsálemi prófétától. Függetlennek tartja magát minden politikai csoporttól. Ezek ellenére fellépését és igehirdetését áthatja az Isten általi meghatalmazottság tudata, emiatt tekinthetünk rá úgy, mint prófétára.
Nem tévesztendő össze azzal a Mikeással, aki a Királyok könyvében találhatunk meg (1Kir 22,8) és korábban élt.
Egyes kutatók feltételezése szerint létezhetett egy Deutero-Mikeás (második szerző, aki az ő nevében egészítette ki a könyvet), aki a fogság után írt hozzá részeket a már meglévő szöveghez. Az ezen az állásponton lévő kutatók a 4. résztől kérdőjelezik meg a könyv azon hitelességét, hogy az tényleg a móreseti Mikeástól származik, mivel olyan utalások jelennek meg, amelyek a Kr. e. 8. században még nem voltak jellemzőek.

## A könyv szerkezete
- I: 1 – 3 Prófétálás Szamária/Samária, Júda és Jeruzsálem ellen
- II: 4 – 5 Prófétálás Sion jövőbeli üdvösségéről
- III. 6,1 – 7,7 Izrael elleni prófétálás
- IV: 7,8 – 20 Az eljövendő üdvösség[7]

## A könyv tartalma
I.
A könyv elején, (1,2–7) Izráel királysága ellen prófétál Mikeás, majd Júdára is átvetíti azt. Ezt a részt Júda siratóéneke követi (1,8–16). A következő két részben (2–3) az ítélet indoklásáról esik szó, ahol a gazdagok, a próféták ellenségei, az igazságtalan bírók és a hamis próféták ellen intézi szavait. A 3. rész végén megjelenik, hogy Istennek az a szándéka, hogy a jeruzsálemi templomot lerombolják. A 2,12–13 kivételt képez ebben a szövegkörnyezetben, mivel itt nem ítéletről, hanem Izráel száműzött és szétszóródott gyermekeinek az összegyűjtéséről esik szó.
II.
A 4–5. részben ígéretek jelennek meg. Mikeás elmondja, hogy a diaszpóra, a száműzött zsidóság vissza fog térni Jeruzsálembe, ahol majd megalakul Isten Királysága. Szó esik arról, hogy ezt megelőzően el fogják pusztítani az ellenséget, Babilóniát. Az ellenség elpusztítása mellett fel fogják számolni a mágiát és a szinkretista kultuszt is az országban. Megjelenik Bethlehem városának a neve, illetve a „maradék” gondolata is, olyan értelemben, hogy Isten Jákób maradékának ígérte a győzelmet.
III.
A 6. résztől Isten vád- és védőbeszéde olvasható, amelyet saját népe perében mond el. A védő és a vád funkcióján túl a bírót is Jhwh, egyedül, egy személyben képviseli a perben. Ebben a részben jelen van a szövetség gondolata, amely Isten és a kiválasztott nép között áll fenn. Megjelenik továbbá Izráel népének a kapzsisága és becstelensége is. Ennek a szerkezeti pontnak a végén a 7,1-6-ban pedig a nép romlottságáról esik szó panasz formájában.
IV.
Zárásként egy „prófétikus liturgia” olvasható, amelyben üdvösség ígéret van jelen. Mindez egy párbeszéd formájában jelenik meg, amelyben Izráel fiaival folytatott vita és Úrhoz szóló bizalmas imádság váltakozik.

## A könyv teológiai összefoglalása
A szerzőt felháborította Szamaria/Samária és Jeruzsálem társadalmának bűnei, igazságtalanságai, a nép és az előkelők romlottsága. Súlyos képeket használva lép fel ellenük és ítéletet hirdet. Erkölcsi feddésében az Isten előtti alázatot, a szeretetet és az erkölcsi elveket hangsúlyozta. A bűnösöket szókimondóan megnevezi, vezetők, bírák, papok és próféták. Ők hamis biztonságérzetet táplálnak. Úgy gondolja, hogy a gazdagok csak a vagyonuk gyarapítására törekszenek, így mindannyian megvesztegethetőek, illetve a prófétákat és a papságot is csak az anyagi haszonszerzés érdekli. Ezen túl nem tartják meg Isten törvényét sem.
Szamaria/Samária vesztét mint intő példát állítja Júda elé, és azzal figyelmeztet, hogy Júda városaira, ezen belül Jeruzsálemre is hamarosan megérkezik az ítélet, melynek szerzője Jhwh, végrehajtója pedig Asszíria.
Mikeás egy elkerülhetetlen ítéletet vázol fel, nem esik szó könyvében megtérésre vagy bűnbánatra hívásról. Viszont megjelenik az ítélet utáni új kezdet lehetősége. A könyv közepén Dávid-hagyományt említi, és egy eljövendő uralkodót jövendöl, aki Betlehemből fog származni és Jahvét fogja képviselni, illetve Jahve választottja lesz. Az Ő erejével fog uralkodni, a béke megtestesítője lesz, amely új kezdet lesz. Ez a béke pedig nem csupán a harcok megszűnését jelenti, hanem a jólét, az egészség, az Isten és ember közötti rendezett kapcsolat létrejöttét, amelyben megjelenik az élet teljessége. Ennek az igazságos korszaknak a vezetése, Jeruzsálemből, Sion várhegyéről fog létrejönni.
Mikeásnak ezt a próféciáját végidőbe mutató messiási jövendölésnek nevezhetjük.